# Oscar Di Giamberardino
Oscar Di Giamberardino (Torre de' Passeri, 12 novembre 1881 – Roma, 10 novembre 1960) è stato un ammiraglio italiano, considerato uno degli “intellettuali” della Marina italiana e, unitamente agli ammiragli Bernotti e Fioravanzo, uno dei principali esponenti del pensiero navale italiano fra le due guerre mondiali. Dopo aver combattuto ed essersi distinto nel corso della guerra italo-turca e della prima guerra mondiale, a partire dagli anni trenta del XX secolo alla carriera di ufficiale aggiunse l'opera di teorico e scrittore navale.

## Biografia

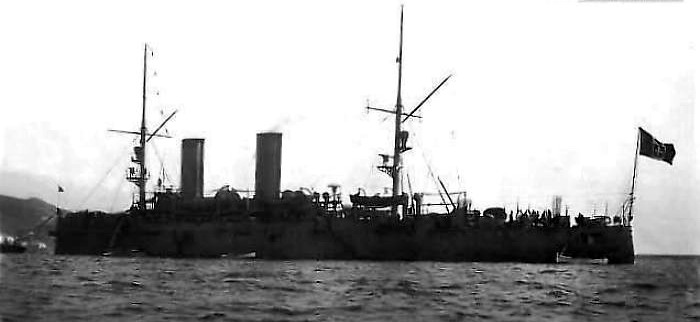
L'ariete torpediniere Puglia alla fonda in una foto del 1914.

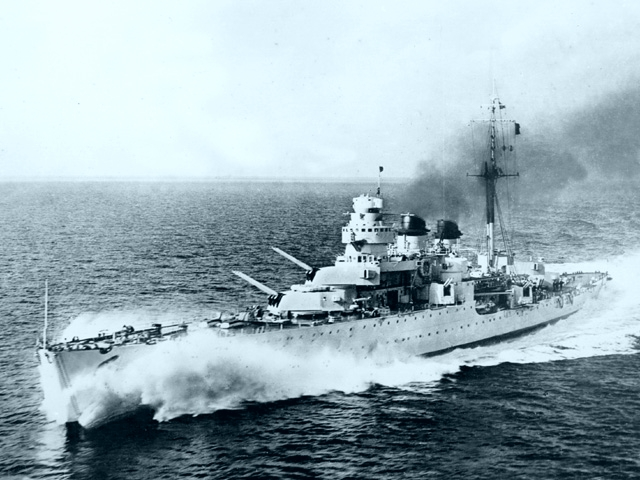
L'incrociatore leggero Duca degli Abruzzi in una foto di prima della seconda guerra mondiale.

Nacque a Torre de' Passeri (provincia di Pescara) il 12 novembre 1881. Arruolatosi nella Regia Marina, nel 1899 fu ammesso al frequentare la Regia Accademia Navale di Livorno, uscendone nel 1903 con la nomina a guardiamarina.  Dopo un periodo d’imbarco su unità maggiori, partecipò, con il grado di tenente di vascello, alla guerra italo turca a bordo dell'incrociatore corazzato Francesco Ferruccio e degli arieti torpedinieri Puglia ed Elba.
All'atto dell'entrata in guerra del Regno d'Italia, avvenuta il 24 maggio 1915, prese parte alla difesa di Grado, e quindi fu imbarcato sul cacciatorpediniere Indomito e quindi, come vicecomandante, sull'esploratore Cesare Rossarol. Nel 1917 assunse il comando della torpediniera 48 OS, venendo decorato con una Medaglia d'argento e una di bronzo al valor militare per essersi distinto in numerose missioni sulla costa nemica dell'Alto Adriatico. Divenuto capitano di corvetta, prese servizio presso il neocostituito comando della Dalmazia e quindi in quello della piazzaforte di Pola, e tra il 1923 e il 1924 fu presso l'Istituto di guerra marittima di Livorno. Dal 1925 al 1927, con il grado di capitano di fregata, fu addetto navale in Germania e quindi in Polonia, ritornando poi all'Istituto di guerra marittima come coadiutore dei corsi per i successivi due anni. Capitano di vascello nel 1931, fu destinato a prestare servizio presso la Scuola di guerra dell'esercito a Torino, assumendo quindi il comando dell'incrociatore pesante Pola, e quindi, trasferito come comandante sull'incrociatore pesante Zara, svolse nel contempo l'incarico di capo di stato maggiore della 1ª Squadra navale. Contrammiraglio nel 1936 e promosso ammiraglio di divisione alla fine dello stesso anno, fu nominato comandante della 8ª Divisione navale, alzando la sua insegna sull'incrociatore leggero Luigi di Savoia Duca degli Abruzzi. Posto in posizione in ausiliaria, per raggiunti limiti di età, nel 1941, fu richiamato temporaneamente in servizio per esigenze belliche nell'ottobre del 1942, e poi ne fu dispensato nel dicembre del 1944. Collocato a riposo e iscritto nella riserva dal 1951, fu posto in congedo assoluto per limiti d'età nel 1954. Si spense a Roma il 10 novembre 1960.

### L'attività come scrittore e studioso
Dotato di  brillante ingegno e molto portato negli studi, nel 1933 ricevette la Medaglia d'argento di 2ª classe per due pregevoli opere: Il fascismo e gli ideali di Roma, che attraverso un esame dei momenti storici della romanità studiava la vocazione marittima dell'Italia, e Politica marittima,  un esame analitico della politica navale italiana, entrambe edite nel corso degli anni Trenta del XX secolo. Studioso di strategia marittima, sulla base degli studi di Guido Po, tenne una serie di conferenze all'Istituto di guerra marittima, raccolte poi nel volume L'arte della guerra in mare, in cui delineò in modo estremamente efficace il compito principale della Regia Marina nell'ambito di un conflitto che si profilava all'orizzonte, la protezione del traffico nel contesto del dominio delle comunicazioni marittime. La sua visione, improntata al realismo, non nascondeva la impossibilità di difendere le linee commerciali più importanti del Mar Mediterraneo dove il probabile nemico, la Gran Bretagna, era in possesso delle posizioni chiave, consigliando l'unica linea di azione possibile, una politica difensiva. L’arte della guerra sul mare, nell'edizione rivista del 1958, fu tradotta in francese e in spagnolo. Altre opere degne di nota sono  La Marina nella tragedia nazionale, del 1947, e L'arte della guerra (Kriegskunst in unserer Zeit), del 1961, in lingua tedesca.

## Pubblicazioni
- Il fascismo e gli ideali di Roma, Vallecchi, Firenze, 1931.
- Politica marittima, L. Cappelli, Bologna, 1932.
- L'uomo e la felicità, L. Cappelli, Bologna, 1933.
- L'arte della guerra in mare, Ministero della Marina tipo-litografia dell'ufficio di Gabinetto,, Roma, 1937.
- L'individuo nell'etica fascista, Vallecchi, Firenze, 1940.
- La politica bellica nella tragedia nazionale (1922-1945), Polin, Roma, 1945.
- La marina nella tragedia nazionale, Danesi in via Margutta, Roma, 1947.
- Il prossimo conflitto mondiale, Danesi in via Margutta, Roma, 1947.
- L'ammiraglio Millo, dall'impresa dei Dardanelli alla passione dalmatica., Tirona, Livorno, 1950.
- La federazione Europea, Ministero della Difesa, Roma, 1953.
- Dall'esis̜tenzialismo alla filosofia della sensibilità, CEDAM, Padova,  1951.
- Kriegskunst in unserer Zeit, Wehr und Wissen, Darmstadt, 1961.

### Fonti
1. 1 2 3 4 5 6 7 8 9 10 11 12 13 14 15 16 17  Alberini, Prosperini 2015, p. 205.
2. ↑  Sito web del Quirinale: dettaglio decorato.